# Associazione Calcio Libertas
Maillots
Actualités
L'Associazione Calcio Libertas est un club saint-marinais de football.

## Historique
- 1928 : fondation du club sous le nom de SP Libertas
- 1959 : fusion avec SP Tre Penne en Libertas Tre Penne
- 1960 : révocation de la fusion, le club est renommé AC Libertas

## Bilan sportif

### Palmarès
- Championnat de Saint-Marin
  - Champion : 1996
  - Vice-champion : 1992, 2012 et 2013

- Coupe de Saint-Marin
  - Vainqueur : 1937, 1950, 1954, 1958, 1959, 1961, 1987, 1989, 1991, 2006 et 2014
  - Finaliste : 1993, 2007

- Supercoupe de Saint-Marin
  - Vainqueur : 1989, 1992, 1996, 2014

### Bilan européen
Note : dans les résultats ci-dessous, le score du club est toujours donné en premier
| Saison    | Compétition  | Tour           | Club             | Domicile | Extérieur | Total |
| --------- | ------------ | -------------- | ---------------- | -------- | --------- | ----- |
| 2007-2008 | Coupe UEFA   | Premier tour Q | Drogheda United  | 1 - 1    | 0 - 3     | 1 - 4 |
| 2012-2013 | Ligue Europa | Premier tour Q | Renova Džepčište | 0 - 4    | 0 - 4     | 0 - 8 |
| 2013-2014 | Ligue Europa | Premier tour Q | FK Sarajevo      | 1 - 2    | 0 - 1     | 1 - 3 |
| 2014-2015 | Ligue Europa | Premier tour Q | Botev Plovdiv    | 0 - 2    | 0 - 4     | 0 - 6 |

Légende
- Victoire ou qualification pour le tour suivant
- Match nul
- Défaite ou élimination de la compétition